# Philoria richmondensis
Philoria richmondensis är en groddjursart som beskrevs av Knowles, Mahony, Armstrong och Stephen C. Donnellan 2004. Philoria richmondensis ingår i släktet Philoria och familjen Limnodynastidae. IUCN kategoriserar arten globalt som starkt hotad. Inga underarter finns listade i Catalogue of Life.